# Nazywam się niebo
Nazywam się niebo – drugi singel Natalii Przybysz promujący jej album Prąd, na którym piosenka jest 5. z kolei. Utwór chronologicznie został napisany jako ostatni.

## Notowania
- Lista Przebojów Trójki: 10[3]
- Lista przebojów z charakterem RDC: 19[4]
- Lista Przebojów Radia Łódź: 26[5]

## Teledysk
Premiera teledysku w serwisie YouTube odbyła się 17 listopada 2014 (łączone wideo dla utworów "Miód"/"Nazywam się niebo", rozdział od minuty 3:44). Obraz powstał w Szwecji i jest dalszą opowieścią fabuły klipu "Miód". Reżyserem wideoklipu oraz autorką zdjęć jest Anna Bajorek, operatorem kamer - Marcin Morawicki, a koordynacją produkcji zajęła się Cecila Blom.